# 何梓聰
何梓聰（英語：Ho Tsz Chung，1997年7月6日—），香港社運人士，曾參選2019年香港區議會選舉環保北選區。

## 經歷

### 要求港鐵交代8.31詳請
2019年9月4日數百名市民包圍港鐵寶琳站，要求港鐵交代2019年8月31日提早關站的原因，一名港鐵休班站長疑被人襲擊。何梓聰原被控一項襲擊致造成身體傷害罪，2019年11月1日於觀塘裁判法院應訊，被修改控罪為參與非法集結罪，何獲准保釋至2019年12月12日再訊，並獲撤宵禁令。經修訂的控罪指何於2019年9月4日在寶琳站內，連同其他人參與非法集結，意圖導致或相當可能導致任何人合理地害怕如此集結的人會破壞社會安寧。2020年10月16日，何梓聰被裁定非法集結罪成，於11月6日被判監禁3個月，獲准保釋等候上訴。

### 參選2019年區議會選舉
2019年區議會選舉，何梓聰以獨立民主派身分參選環保北選區，獲黃之鋒、張秀賢等前學民思潮成員支持，對手包括時任區議員方國珊及於2012年冒認學民思潮籌款、2015年香港區議會選舉被新民主同盟范國威批評陳展浚迫脅新民主同盟候選人黎銘澤放棄於軍寶選區出選，並到廉政公署 (香港)作出舉報、2016年香港立法會選舉前被范國威指控身為鄭家富助選團的陳展浚滋擾新民主同盟的街站、曾獲劉小麗支持出選但其後訛稱自己獲民主動力推薦及區諾軒支持而認為他誠信有問題故撤回支持並讉責的區政聯盟成員陳展浚。最終方國珊得到2998票，以170票之差擊敗主要對手何梓聰，成功連任。
| 選區號碼 | 選區   | 候選人    | 政黨 | 政黨                       | 得票總數 （百分比） | 有效票總數 （百分比） |
| -------- | ------ | --------- | ---- | -------------------------- | ------------------- | --------------------- |
| Q28      | 環保北 | 1.方國珊* |      | （專業動力）               | 2,998（當選）       |                       |
| Q28      | 環保北 | 2.何梓聰  |      |                            | 2,828               |                       |
| Q28      | 環保北 | 3.陳展浚  |      | 區政聯盟、將軍澳民生關注組 | 943                 |                       |

## 外部連結
- 何梓聰的Facebook專頁